# 切爾西 (紐約州達奇斯縣)
切爾西（英語：Chelsea）是位於美國紐約州達奇斯縣的非建制地區。

## 歷史
切爾西的郵局自1901年營運至今。

## 地理
切爾西所處的海拔為高於海平面12米（即39英呎），而該地所採用的時區為UTC-5，即北美东部时区（EST）。同時該地設有夏令時間，為UTC-5調快一小時，即UTC-4（EDT）。